# Naftali Herz Homberg

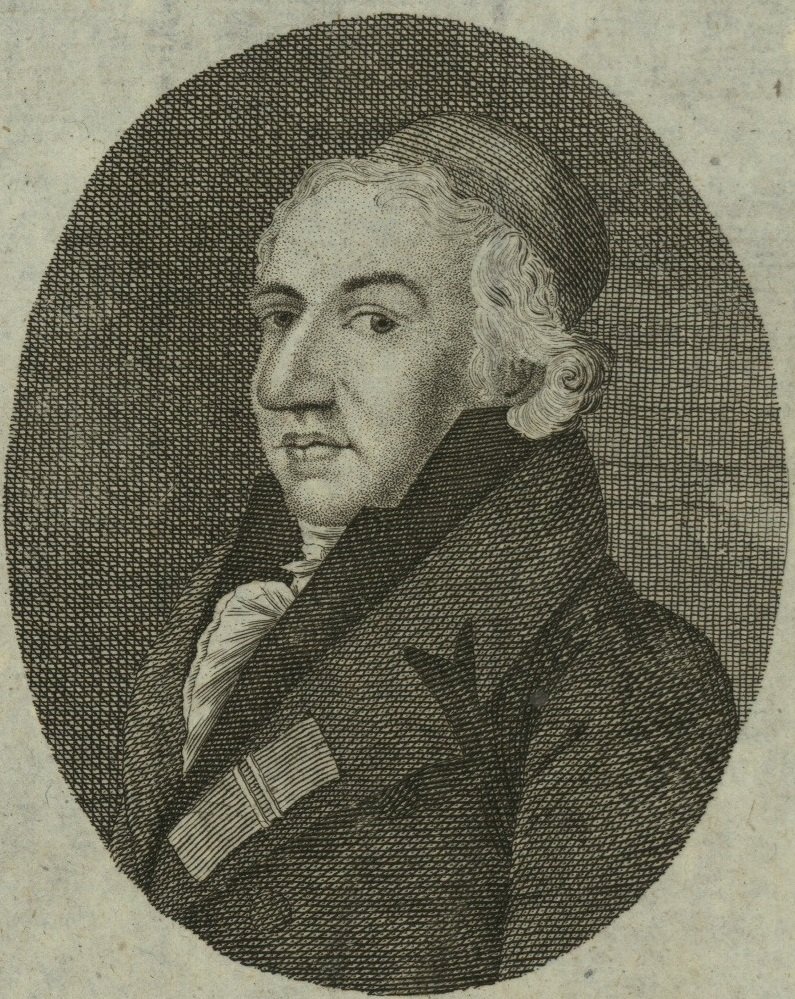

Naftali Herz Homberg (* September 1749 in Lieben bei Prag, später Stadtteil Prags; † 24. August 1841 in Prag) war ein Förderer der jüdischen Aufklärungsbewegung Haskala.

## Leben
Als Jugendlicher besuchte er die Jeschiwot von Prag, Pressburg und Groß-Glogau, worauf er nach Breslau zog. 1767 begann er insgeheim Deutsch zu lernen und studierte später Sprachen und Mathematik in Berlin und Hamburg. Unter dem Einfluss der Ideen des Aufklärers Jean-Jacques Rousseau wandte sich Homberg der Pädagogik zu und wurde 1779 Hauslehrer von Josef Mendelssohn, Sohn von Moses Mendelssohn. 1782 zog er nach Wien, wo infolge der Toleranzpatente von Joseph II. staatliche Ausbildungsinitiativen gefördert wurden. 1783–1784 unterrichtete Homberg an der jüdischen Schule in Triest. Seine Bemühungen um einen Lehrstuhl an einer Universität schlugen jedoch fehl, weil er Jude war.
1787 wurde er von den österreichischen Behörden zum Superintendenten der deutschsprachigen jüdischen Schulen in Galizien ernannt und beaufsichtigte die Zensur jüdischer Bücher. In einem Brief an die galizischen Rabbiner schlug er 1788 vor, jüdische Erziehungsprinzipien an die europäische Kultur anzupassen, wobei der Unterricht der hebräischen Grammatik, der deutschen Sprache und handwerklicher Fähigkeiten gefördert werden sollte und die Bedeutung der Ausbildung von Unbemittelten besonders betont wurde. Insgesamt gründete Homberg 107 Schulklassen und Schulen in Galizien, darunter auch ein Lehrerseminar in Lemberg. Die meisten religiösen Juden weigerten sich, ihre Kinder in diese Schulen zu schicken, welche sie als ein Mittel des erzwungenen Übertritts zum Christentum ansahen. Homberg drohte den Rabbinern, die Regierung würde die Durchsetzung seiner Prinzipien erzwingen, falls sie nicht selbst dazu bereit wären. Er sprach sich für die Abschaffung aller Äußerlichkeiten aus, welche Juden von Nichtjuden unterschieden, wie zum Beispiel Bart und traditionelle Kleidung. Er zögerte nicht, den Behörden religiöse Juden, welche die Befolgung seiner Vorschriften verweigerten, zu melden und auf diese Druck auszuüben.
Als Experte für jüdische Angelegenheiten in Regierungskreisen wurde Homberg 1793 zeitweilig nach Wien berufen, um Vorschläge für die Neuorganisation des jüdischen Lebens zu erarbeiten, welche als Grundlage für das böhmische Systemalpatent von 1797 dienten. In dieser Zeit stellte er eine Liste von jüdischen Büchern zusammen, die verboten oder zensiert werden sollten. Dazu gehörten kabbalistische Werke, die meisten chassidischen Schriften und auch das traditionelle Gebetbuch.
1808 veröffentlichte Homberg einen Imre Schefer („schöne Worte“) betitelten Katechismus für Jugendliche auf Hebräisch und Deutsch. Zudem verfasste Homberg in dieser Zeit einen Kommentar zum Pentateuch sowie zu Jesaja, Jeremia und Hiob, die 1817–1818 in Wien herausgegeben wurden.
Homberg war bei fast all seinen jüdischen Zeitgenossen unbeliebt, ja verhasst. Sogar Moses Mendelssohn war gegenüber der extremen Form von Hombergs Zusammenarbeit mit den Behörden zur Erzwingung der Befolgung seiner Prinzipien kritisch eingestellt. Heinrich Graetz bezeichnete ihn als eine moralisch und von der Leistung her schwache Persönlichkeit im Umfeld der Aufklärung.